# Ruta Estatal de Nevada 289
La Ruta Estatal de Nevada 289, y abreviada SR 289 (en inglés: Nevada State Route 289) es una carretera estatal estadounidense ubicada en el estado de Nevada. La carretera inicia en el Sur desde la US 95     en Winnemucca hacia el Norte en la SR 795     en Winnemucca. La carretera tiene una longitud de 2,6 km (1.637 mi).

## Mantenimiento
Al igual que las autopistas interestatales, y las rutas federales y el resto de carreteras estatales, la Ruta Estatal de Nevada 289 es administrada y mantenida por el Departamento de Transporte de Nevada por sus siglas en inglés Nevada DOT.

## Cruces
La Ruta Estatal de Nevada 289 es atravesada principalmente por la  I 80     en Winnemucca.